# Tennis Integrity Unit
Die Tennis Integrity Unit (kurz TIU) war eine Organisation, die mögliche Manipulationen im professionellen Tennissport untersuchte. Solche Manipulationen wurden beispielsweise im Rahmen des Betrugs bei Sportwetten organisiert und koordiniert. Die TIU konnte auf Grundlage ihrer Ermittlungen gegen Spieler, Schiedsrichter oder andere Beteiligte Geldstrafen verhängen, hatte aber auch die Möglichkeit Tennisspieler begrenzt oder lebenslang vom Turnierbetrieb auszuschließen, sogar als Besucher. 2021 wurde sie von der International Tennis Integrity Agency abgelöst.
Die TIU war eine Initiative der professionellen Tennisverbände ITF, ATP, WTA sowie der Grand-Slam-Turniere (Australian Open, French Open, Wimbledon Championships und US Open), die die Organisation auch finanzierten. Sie wurde nach einer Untersuchung im Jahr 2008 gegründet, nachdem wegen des Vorwurfs der Spielmanipulation gegen Nikolai Dawydenko ermittelt wurde.

## Sanktionen gegen Spieler (Auswahl)
- Daniel Köllerer (2011) – lebenslange Sperre und eine Geldstrafe über 100.000 US-Dollar
- Guillermo Olaso (2013) – Sperre für 5 Jahre und eine Geldstrafe über 25.000 US-Dollar
- Andrei Kumanzow (2014) – lebenslange Sperre
- Nicolás Kicker (2018) – Sperre für 6 Jahre und eine Geldstrafe über 25.000 US-Dollar
- Christopher Díaz Figueroa (2018) – Sperre für 2 Jahre und Geldstrafe über 5.000 US-Dollar.
- Karim Hossam (2018) – lebenslange Sperre und eine Geldstrafe über 15.000 US-Dollar
- Nick Lindahl (2017) – Sperre für 7 Jahre und eine Geldstrafe über 49.000 US-Dollar
- Oliver Anderson (2018) – 19 Monate Sperre
- Potito Starace (2018) – Sperre für 10 Jahre und eine Geldstrafe über 100.000 US-Dollar
- Daniele Bracciali (2018) – lebenslange Sperre und eine Geldstrafe über 250.000 US-Dollar
- Peng Shuai (2018) – Sperre für 6 Monate und eine Geldstrafe über 10.000 US-Dollar
- Cristóbal Saavedra Corvalán (2018) – Sperre für 1 Jahr und eine Geldstrafe über 8.000 US-Dollar
- Albina Xabibulina (2019) – lebenslange Sperre und eine Geldstrafe von 150.000 US-Dollar
- Youssef Hossam (2020) – lebenslange Sperre
- João Souza (2020) – lebenslange Sperre und eine Geldstrafe über 200.000 US-Dollar
- Aleksandrina Najdenowa (2020) – lebenslange Sperre und eine Geldstrafe von 150.000 US-Dollar
- Aymen Ikhlef (2020) – lebenslange Sperre
- Enrique López Pérez (2020) – Sperre für 8 Jahre und eine Geldstrafe über 25.000 US-Dollar